# Список заслуженных мастеров спорта России по санному спорту
Звание «заслуженный мастер спорта России» учреждено в 1992 году; из действующих спортсменов первыми заслуженными мастерами спорта России по санному спорту стали представители натурбана.
Положение о звании (и ныне действующее, и прежние) автоматически гарантирует присвоение звания за призовое место на зимних Олимпийских играх или победу на чемпионате мира в олимпийской дисциплине; в остальных случаях звание может быть присвоено по сумме достижений.
           В списке у каждого ЗМС указываются:

 год рождения (или годы жизни);

 место жительства (субъект федерации) на момент присвоения звания;

 основные достижения на международной арене на момент присвоения звания. 

## Санный спорт

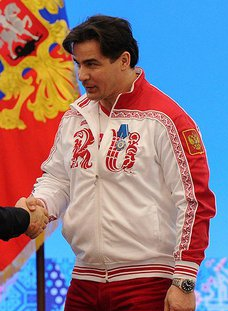
Альберт Демченко.
Фото 2014 года

### 2006
За успехи на зимних Олимпийских играх 2006 года звание присвоено:
- Демченко, Альберт Михайлович (1971; Московская обл.)[1] — чемпион Европы, серебряный призёр ЗОИ 2006, обладатель Кубка мира 2005 на одноместных санях.

### 2012
29 декабря
- Иванова, Татьяна Ивановна (1991; Пермский край) — чемпионка Европы 2010 на одноместных санях, чемпионка Европы и серебряный призёр ЧМ 2012 на одноместных санях и в эстафете.

### 2014
14 февраля
За успехи на зимних Олимпийских играх 2014 года звание присвоено:
- Антонов, Владислав Николаевич (1991; Красноярский край)
- Денисьев, Александр Владимирович (1991; Красноярский край)

— серебряные призёры ЗОИ 2014 на двухместных санях в эстафете.

### 2015
20 июля
- Павличенко, Семён Александрович (1991; Московская обл.) — чемпион мира и Европы 2015 на одноместных санях, серебряный призёр ЧМ и ЧЕ в эстафете.

15 декабря
- Хорева, Наталья Владимировна (1986; Москва) — чемпионка Европы 2014 на одноместных санях и в эстафете.

### 2017
27 октября
- Репилов, Роман Александрович (1996; Московская обл.) — обладатель Кубка мира 2017, серебряный призёр ЧМ 2017 и ЧЕ 2016 на одноместных санях, серебряный призёр ЧМ 2017 в спринте на одноместных санях, бронзовый призёр ЧМ 2017 и ЧЕ 2016 в эстафете.

### 2020
9 сентября
- Южаков, Владислав Геннадьевич (1986; Пермский край) — чемпион мира 2019 в эстафете, бронзовый призёр ЧЕ 2020 на двухместных санях (с Ю. Прохоровым); чемпион Европы 2012, 2014, серебряный призёр ЧМ 2012, бронзовый призёр ЧЕ 2013 в эстафете, серебряный призёр ЧЕ 2014 на двухместных санях (с В. Махнутиным).

19 октября
- Катникова, Екатерина Николаевна (1994; Москва) — чемпионка мира 2020 на одноместных санях и в спринте на одноместных санях.
- Прохоров, Юрий Вадимович (1991; Москва) — чемпион мира 2019 в эстафете, бронзовый призёр ЧЕ 2020 на двухместных санях (с В. Южаковым).

### 2021
11 марта
- Демченко, Виктория Альбертовна (1995; Москва) — бронзовый призёр ЧМ и ЧЕ 2020 на одноместных санях, КМ 2020 на одноместных санях и в спринте на одноместных санях.

## Санный спорт (натурбан)

### ?
- Панютина, Любовь Феликсовна (1970; Мурманская обл.)[10] — чемпионка мира 1992, 1998, Европы 1997, серебряный призёр ЧЕ 1995, бронзовый призёр ЧМ 1990 на одноместных санях (натурбан).

### 2004
9 марта
- Лаврентьева, Екатерина Александровна (1981; Мурманская обл.) — чемпионка мира 2000, Европы 2004, обладательница Кубка мира 2001, 2004, серебряный призёр ЧЕ 2002, КМ 2003, бронзовый призёр КМ 2002 на одноместных санях (натурбан).

### 2005
25 мая
- Лазарев, Иван Владимирович (1983; Мурманская обл.)
- Поршнев, Павел Сергеевич (1983; Мурманская обл.)

— чемпионы мира 2005, Европы 2004, обладатели Кубка мира 2003, 2004, серебряные призёры ЧМ 2003 на двухместных санях (натурбан).